# Målshära
Målshära är ett skär i Åland (Finland). Det ligger i Skärgårdshavet och i kommunen Kökar i landskapet Åland, i den sydvästra delen av landet. Ön ligger omkring 66 kilometer öster om Mariehamn och omkring 220 kilometer väster om Helsingfors.
Öns area är 3,6 hektar och dess största längd är 340 meter i öst-västlig riktning. Trakten är glest befolkad. Närmaste större samhälle är Kökar, 8,5 km väster om Målshära.